# MGU-K
MGU-K (Motor Generator Unit-Kinetic) è un sistema usato nelle automobili da competizione per trasformare parte dell’energia cinetica sull'albero motore in energia elettrica. È un'evoluzione del sistema KERS (Kinetic Energy Recovery System).

## Origine
Nel 2008 nasce il sistema KERS che l'anno seguente fu adottato dalla Formula 1. Questo sistema si ricarica in frenata, recuperando l'energia cinetica creata, per poi riutilizzarla in accelerazione. Nel 2011 fu adottato il KERS Flybrid System, che nel 2014, con un cambio di regolamento tecnico, fu modificato leggermente diventando MGU-K attualmente utilizzato.

## MGU-K e differenze dal KERS
Il sistema MGU-K è montato sull'albero motore e viene utilizzato dal generatore in frenata, trasformando parte dell’energia cinetica sull'albero motore in  energia elettrica, quando viene sfruttato da generatore, per contribuire alla decelerazione della vettura rende necessario un sistema di controllo elettronico brake by wire per gestire la corretta forza da applicare ai pistoni delle pinze freno. In fase di accelerazione è usato dal motore per aggiungere all'incirca 165 cavalli alla potenza del motore termico. Può ricevere direttamente energia elettrica da MGU-H, inoltre il regolamento FIA impone un limite di 2 MJ/giro al recupero di energia tramite MGU-K.
La MGU-K è più potente del KERS e costituisce una parte importante della power unit: il vecchio KERS non era un vero e proprio motore ma un ausilio in termini di sorpasso, pertanto, in caso di malfunzionamenti, il tempo perso sul giro era molto contenuto; al contrario, un malfunzionamento alla MGU-K causa un'ingente perdita di potenza che può portare anche al ritiro.